# Mario Curletto
Mario Curletto (Livorno, 1935. szeptember 13. – Livorno, 2004. december 22.) olimpiai ezüstérmes olasz tőrvívó.